# Гарднертаун (Нью-Йорк)
Гарднертаун (англ. Gardnertown) — переписна місцевість (CDP) в США, в окрузі Орандж штату Нью-Йорк. Населення — 4542 особи (2020).

## Географія
Гарднертаун розташований за координатами 41°32′22″ пн. ш. 74°3′26″ зх. д. / 41.53944° пн. ш. 74.05722° зх. д. (41.539574, -74.057223).  За даними Бюро перепису населення США в 2010 році переписна місцевість мала площу 12,54 км², з яких 12,50 км² — суходіл та 0,04 км² — водойми.

## Демографія
Згідно з переписом 2010 року, у переписній місцевості мешкали 4373 особи в 1585 домогосподарствах у складі 1183 родин. Густота населення становила 349 осіб/км².  Було 1672 помешкання (133/км²).
Расовий склад населення:
| - 77,7 % — білих - 9,9 % — чорних або афроамериканців - 1,9 % — азіатів - 0,4 % — корінних американців - 6,8 % — осіб інших рас |

До двох чи більше рас належало 3,2 %. Частка іспаномовних становила 16,9 % від усіх жителів.
За віковим діапазоном населення розподілялося таким чином: 22,1 % — особи молодші 18 років, 64,5 % — особи у віці 18—64 років, 13,4 % — особи у віці 65 років та старші. Медіана віку мешканця становила 40,9 року. На 100 осіб жіночої статі у переписній місцевості припадало 96,9 чоловіків;  на 100 жінок у віці від 18 років та старших — 95,2 чоловіків також старших 18 років.
Середній дохід на одне домашнє господарство  становив 83 714 долари США (медіана — 69 594), а середній дохід на одну сім'ю — 90 012 долари (медіана — 74 485). Медіана доходів становила 47 500 доларів для чоловіків та 41 071 долар для жінок. За межею бідності перебувало 2,4 % осіб, у тому числі 1,4 % дітей у віці до 18 років та 1,5 % осіб у віці 65 років та старших.
Цивільне працевлаштоване населення становило 2636 осіб. Основні галузі зайнятості: освіта, охорона здоров'я та соціальна допомога — 21,5 %, науковці, спеціалісти, менеджери — 14,2 %, роздрібна торгівля — 13,1 %.